# Щурик кубинський
Щурик кубинський (Progne cryptoleuca) — вид горобцеподібних птахів родини ластівкових (Hirundinidae). Ендемік Куби.

## Поширення
Гніздиться на Кубі та сусідньому острові Хувентуд. Зрідка бродячі птахи спостерігаються у Флориді, на Багамських островах, островах Теркс і Кайкос та деяких Антильських островах. Середовище його проживання складається з тропічних і субтропічних мангрових лісів, чагарників, луків і міських територій.

## Опис
Дорослі птахи сягають 18,5 см завдовжки, мають роздвоєний хвіст і відносно широкі крила, важать 40 г. Дорослі самці глянсового синьо-чорного забарвлення з контрастною білою нижньою частиною. Самиця та молодняк тьмяніші, ніж самці, з сіро-коричневими грудьми та боками та білою нижньою частиною.

## Спосіб життя
Зграйні птахи, що полюють на комах у польоті. Вони часто трапляються великими, іноді змішаними зграями. Гніздиться в дупла і будівлях. У вистелене гніздо відкладає 3-6 яєць і висиджує протягом 15 днів. Через 26-27 днів пташенята вилітають з гнізда.